# بخش غازی‌آباد

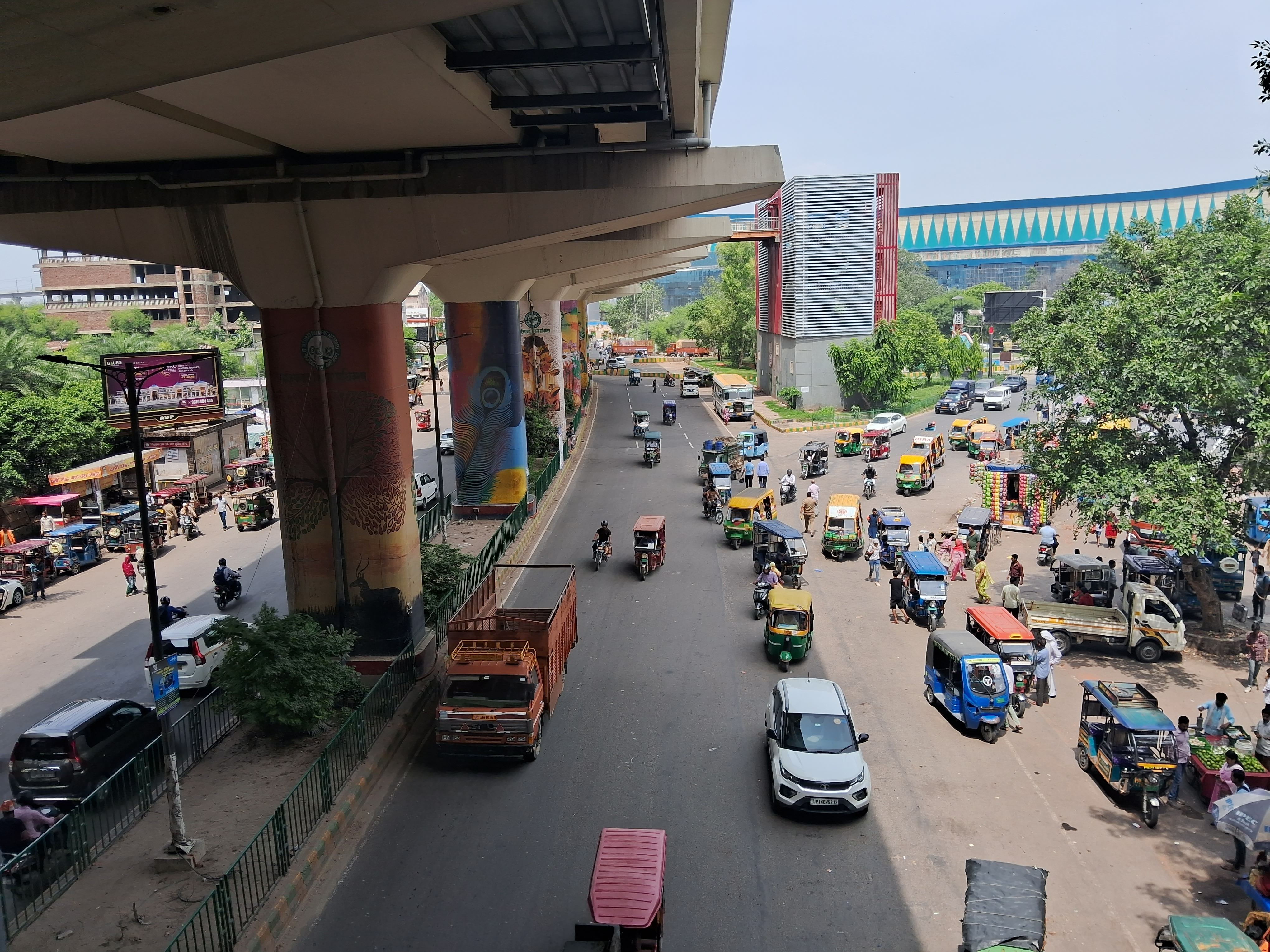
نمایی از بخش غازی‌آباد در ایالت اوتار پرادش، هند - ۲۰۲۳

بخش غازی‌آباد (هندی: ग़ाज़ियाबाद ज़िला، اردو: غازی آباد ضلع، انگلیسی: Ghaziabad District) از بخش‌های ایالت اوتار پرادش هند است.